# Gemeinde (Slowakei)
Die Gemeinden (slowakisch obec, Mehrzahl obce) stellen die unterste Ebene der Gebietskörperschaft in der Slowakei dar und sind von den Aufgaben her mit Gemeinden in deutschsprachigen Ländern vergleichbar. Insgesamt gibt es 2890 Gemeinden auf slowakischem Staatsgebiet (Stand 31. Dezember 2020), inklusive 141 Städte und drei Militärgebiete. Die Stellung sowie Aufgaben werden vom Gesetz über Gemeindeordnung (slowakisch: Zákon o obecnom zriadení), 369/1990 Zb. mit späteren Änderungen geregelt. Zum 31. Dezember 2024 lag die durchschnittliche Einwohnerzahl bei 1874.59 Einw. pro Gemeinde bei einer Gesamteinwohnerzahl von 5.419.451 Einwohnern und die durchschnittliche Fläche war 16.97 km².
Eine slowakische Gemeinde wird immer von einer oder mehreren Katastralgemeinden (slowakisch: Ez. katastrálne územie, Mz. katastrálne územia) gebildet, die die ganze Slowakei bedecken. Eine Katastralgemeinde kann grundsätzlich niemals zwischen zwei Gemeinden geteilt werden. Parallel dazu können Gemeinden in Ortsteile (slowakisch: Ez. miestna časť, Mz. miestne časti) für einfache Gemeinden oder Stadtteile (slowakisch: Ez. mestská časť, Mz. mestské časti) für Städte geteilt werden. Mit Ausnahme von Bratislava und Košice (siehe weiter unten) haben diese keine besondere Verwaltung.

## Symbole
Die Gemeinden haben das Recht, eigene Symbole zu führen. Die Symbole sind das Wappen, die Flagge, das Siegel und eventuell eine Hymne. Juristische oder natürliche Personen dürfen diese Symbole nur mit Zustimmung der Gemeinde verwenden.

## Aufgaben
Die Hauptaufgaben slowakischer Gemeinden bestehen aus Grundschulwesen, Erhaltung von Gemeindestraßen, Bauzulassungsverfahren, Raumplanung sowie Verwaltung des Gemeindeeigentums. Nach dem Gesetz 369/1990 Zb. mit späteren Änderungen sind Folgendes Aufgaben einer Gemeinde:
- Verwaltung des beweglichen sowie unbeweglichen Gemeindeeigentums
- Zusammenstellung und Billigung des Gemeindehaushalts sowie der Schlussrechnung
- Feststellung der Gemeindesteuer und -gebühren sowie deren Verwaltung
- Regelung der wirtschaftlichen Tätigkeit in der Gemeinde, z. B. durch Zulassung von Unternehmensaktivitäten, ob juristischer oder natürlicher Person
- Erstellung und Erhaltung eines effizienten Aufsichtssystems
- Bau und Erhaltung von Gemeindestraßen, -wege und -plätze, des örtlichen Friedhofs, kulturellen, sportlichen und anderen Anlagen sowie von Kultursehenswürdigkeiten und -gelände
- Gewährleistung der öffentlichen Dienste wie Müllabfuhr, Sauberhaltung öffentlicher Plätze, Wasserversorgung, Grünpflege und Straßenbeleuchtung
- Bereitstellung und Erhaltung gesunder Lebensweise für Einwohner, sowie Teilnahme am Umweltschutz, Gesundheitspflege, Bildung, Kultur, Kunst und Sport
- Teilnahme am Verbraucherschutz, Feststellung von Öffnungszeiten für Läden und Dienste sowie Verwaltung des Marktplatzes
- Billigung der Raumplanungsdokumentation der Siedlungsgebiete und Zonen sowie Bereitstellung einer Konzeption für weitere Wohngebietsentwicklung der Gemeinde
- Ausführung eigener Investitionstätigkeit zur Befriedigung der Einwohnerbedürfnisse sowie weiterer Entwicklung
- Gründung, Erstellung, Auflösung und Kontrolle eigener Haushalts- und Zuschussbetriebe sowie anderer juristischen Personen
- Organisation örtlicher Volksabstimmungen über wichtige Fragen der Gemeinde
- Feststellung der öffentlichen Ordnung sowie Verbot oder Beschränkung von Tätigkeiten
- Erhaltung der Kulturdenkmäler nach dem in Sonderverordnungen gegebenen Maße
- Erfüllung seiner Rolle in sozialen Hilfe nach dem in Sonderverordnungen gegebenem Maße
- Ausstellung von Urkunden und Dokumenten, sowie Beglaubigung von Unterschriften an Urkunden
- Führung der Gemeindechronik in der Staatssprache sowie in der Sprache nationaler Minderheit

Für eine bessere Effizienz bei Ausführung oben genannten Aufgaben, insbesondere aber in Sachen wie soziale Hilfe, Umwelt (Müllabfuhr und -verarbeitung, Abwasserbehandlung), Lokalverkehr, Bildung und Tourismus können sich Gemeinden in Gemeindeverbänden vereinigen.

## Sprache
Neben dem Slowakischen darf in von den nationalen Minderheiten bewohnten Gebieten eine zweite Amtssprache benutzt werden. Dies gilt in Gemeinden, in denen nationale Minderheiten mindestens 15 % (früher 20 %) der Gesamtbevölkerung in zwei nacheinander folgenden Volkszählungen ausmachen. Die Liste der zweisprachigen Gemeinden sowie deren Bezeichnungen in Minderheitensprachen werden in Regierungsverordnungen geführt.

## Politik
Die Gemeindeverwaltung besteht aus dem Bürgermeister (slowakisch: starosta) für einfache Gemeinden, Stadtteile und Oberbürgermeister (slowakisch: primátor) für Städte und der Gemeindevertretung (slowakisch: obecné zastupiteľstvo). Beide werden in gesamtslowakischen Lokalwahlen gemeinsam auf jeweils vier Jahre mit separaten Wahlzettel für Bürgermeister und Gemeindevertretung gewählt. In Bratislava und Košice werden neben dem Stadtbürgermeister und -abgeordneten auch jeweilige Stadtteilbürgermeister und -abgeordneten gewählt. Die letzten Wahlen fanden am 10. November 2018 statt.
Die Anzahl von Gemeindeabgeordneten ist von der Einwohnerzahl abhängig und ist wie folgt:
| Einw.       | Abgeord. | Einw.          | Abgeord. |
| ----------- | -------- | -------------- | -------- |
| <40         | 3        | 5.001–10.000   | 11–13    |
| 40–500      | 3–5      | 10.001–20.000  | 13–19    |
| 501–1.000   | 5–7      | 20.001–50.000  | 15–25    |
| 1.001–3.000 | 7–9      | 50.001–100.000 | 19–31    |
| 3.001–5.000 | 9–11     | >100.000       | 23–41    |

Der Bürgermeister darf von einem Bürgermeister-Stellvertreter (slowakisch: zástupca starostu) vertreten werden, der entweder vom Bürgermeister oder von der Gemeindevertretung gewählt wird. Ein Stellvertreter kann nur aus den Reihen der Abgeordneten gewählt werden sein. Bei Gemeinden mit mehr als 20.000 Einwohnern können zwei Stellvertreter ernannt, sowie deren Rangfolge festgestellt werden.
Die Gemeindevertretung tagt nach Bedarf, jedoch mindestens einmal pro drei Monate. Sie kann nur tagen, wenn mehr als die Hälfte aller Abgeordneten anwesend sind. Zur Billigung eines Beschlusses ist eine einfache Mehrheit der anwesenden Abgeordneten erforderlich, für Verordnungen ist eine Dreifünftelmehrheit anwesender Abgeordneter nötig.
Die Gemeindevertretung kann zudem Gemeinderäte (slowakisch: obecná rada) einrichten. In einem Gemeinderat darf höchstens ein Drittel aller Abgeordneten beschäftigt sein. Er ist das vollziehende und Kontrollorgan der Gemeindevertretung sowie Hilfsorgan des Bürgermeisters.
Das Gemeindeamt (slowakisch: obecný úrad) übt organisatorische und administrative Funktionen aus und ist die Annahme- und Versandstelle der Gemeinde. Das Amt wird vom Bürgermeister, in größeren Gemeinden von einem Gemeindeamt-Vorsteher (slowakisch: prednosta obecného úradu) geleitet.

### Entlohnung der Gemeindepolitiker
Das Gehalt des Bürgermeisters wird von einem von der Einwohnerzahl abhängigen Faktor gerechnet. Der Koeffizient ist ein Vielfaches des durchschnittlichen Monatslohns in der slowakischen Wirtschaft und reicht von 1,49 bei Gemeinden mit weniger als 500 Einwohnern bis 3,58 bei jenen mit mehr als 100.000 Einwohnern. Die Gemeindevertretung kann jedoch diesen „Grundlohn“ bis zu 70 % erhöhen.
Löhne von Abgeordneten werden von den Gemeinden selbst festgelegt und es liegt keine Pflicht vor, diese zu veröffentlichen.

## Aufsicht
Die Aufsicht erfolgt durch den Hauptkontrolleur (slowakisch: hlavný kontrolór), der rechtmäßig als Arbeitnehmer der Gemeinde gilt. Zu den Hauptaufgaben gehören Aufsicht des Haushalts, Gemeindeeigentums, der Einnahmen und Ausgaben sowie Kontrolle der Petition- und Beschwerdebehandlung, Einhaltung der Gemeindeverordnungen und internen Vorschriften.

## Städte
Zu den Gemeinden zählen insgesamt 141 Städte (slowakisch: mesto, Mz. mestá, Stand 1. Januar 2020), die aber rechtlich gesehen weitgehend gleiche Aufgaben wie einfache Gemeinden erfüllen. Um eine Stadt zu werden, soll die Gemeinde mindestens 5000 Einwohner aufweisen, eine gute Verkehrsanbindung haben sowie ein Zentrum für die Gegend (ob administratives, wirtschaftliches oder ein Kurort) sein und teilweise städtische Bebauung haben. Unter gewissen Umständen kann das 5000-Einwohner-Kriterium weggelassen werden, wenn die anderen Funktionen entscheidend nachweisbar sind. Es gibt jedoch Gemeinden, die trotz ausreichender Größe und Infrastruktur keine Stadt sind und umgekehrt gibt es Städte, die weniger als 5000 Einwohner haben. Der Nationalrat der Slowakischen Republik kann zum 1. Januar per Beschluss eine Gemeinde zur Stadt erklären.

### Sonderstatus
Einen Sonderstatus haben die Städte Bratislava und Košice, die jeweils mit einem besonderen Gesetz behandelt werden. Neben der Stadtebene mit einem Stadtrat sowie Oberbürgermeister sind in beiden Stadtteile mit jeweiligen Stadtteilräten sowie Bürgermeistern vorhanden. Aktuell bestehen in Bratislava 17 und in Košice 22 Stadtteile. Die oben genannten Aufgaben sind zwischen der Stadt und Stadtteilen aufgeteilt.
Die Anzahl der Stadtabgeordneten ist unabhängig vom Gesetz 369/1990 Zb. geregelt. In Bratislava besteht die Stadtvertretung aus 45 Abgeordneten (bis 2010: 80 Abgeordnete), möglichst proportional auf Stadtteile geteilt, jedes Stadtteil hat dabei Recht auf einen Abgeordneten. In Košice besteht die Stadtvertretung aus 41 Abgeordneten (bis 2012: 50 Abgeordnete).

## Statistik
| Kraj                 | Gemeinden insgesamt | Städte | Ø Einwohner/ Gemeinde | Ø Fläche/ Gemeinde |
| -------------------- | ------------------- | ------ | --------------------- | ------------------ |
| Bratislavský kraj    | 73                  | 7      | 10087.47              | 28.12              |
| Trnavský kraj        | 251                 | 17     | 2254.58               | 16.52              |
| Trenčiansky kraj     | 276                 | 18     | 2049.17               | 16.31              |
| Nitriansky kraj      | 354                 | 16     | 1880.23               | 17.92              |
| Žilinský kraj        | 315                 | 19     | 2177.98               | 21.61              |
| Banskobystrický kraj | 516                 | 24     | 1184.35               | 13.2               |
| Prešovský kraj       | 665                 | 23     | 1218.06               | 13.49              |
| Košický kraj         | 440                 | 17     | 1770                  | 15.35              |
| Gesamt               | 2890                | 141    | 1875.24               | 16.97              |